# Lilla Hedtjärnen (Grangärde socken, Dalarna)
Lilla Hedtjärnen är en sjö i Ludvika kommun i Dalarna och ingår i Norrströms huvudavrinningsområde.